# Camp d’Esports d’Aixovall
A Camp d’Esports d’Aixovall sporttelep Sant Julià de Lòria közösség Aixovall nevű falujában, Andorrában.
Az ország természeti adottságai miatt csak néhány, labdarúgásra alkalmas sportpályával rendelkezik. A Camp d’Esports d’Aixovall mellett a nemzeti stadion, az Estadi Comunal, illetve az Európai Labdarúgó-szövetség (UEFA) pénzügyi támogatásával Spanyolországban épült Centre Esportiu d’Alàs ad otthont minden hivatalos labdarúgó-mérkőzésnek Andorrában.
A stadion 838 ülőhelyes fedett lelátóval rendelkezik, a pálya felülete műfüves; 500 luxos megvilágítás mellett esti edzésekre és mérkőzésekre is lehetőséget nyújt. Az andorrai első és másodosztály bajnoki mérkőzéseinek túlnyomó részét, a kupamérkőzéseket és a szuperkupa-döntőt itt rendezik.